# Caldes de Malavella
Caldes de Malavella ist ein katalanischer Ort in der Comarca La Selva der Provinz Girona. Das dort abgefüllte Mineralwasser „Vichy Catalan“ ist eine in Spanien bekannte Marke. Nahe dem Orte befindet sich mit dem Maar Camp dels Ninots eine bedeutende Fossillagerstätte aus dem Pliozän.

## Geschichte
Zur römischen Zeit bestand unter den Namen Aquae Voconiae oder Aquae Calidae eine Stadt auf dem Gebiet des heutigen Caldes de Malavella.

## Badeort

### Römische Bäder
Bereits im römischen Ort Aquae Calidae wurden die 60 Grad warmen Thermalquellen des Ortes genutzt. Die erhaltenen Ruinen der römischen Bäder in der Ortsmitte stehen als Bé Cultural d’Interès Nacional unter der höchsten Stufe des Denkmalschutzes. Das Gebäude besteht aus einem zentralen Pool in der Größe 9,60 Meter mal 9,60 Meter und eine Reihe von Nebenräumen, die sich in drei Bereiche gliederten. Weitere römische Fundstellen in Caldes sind auf dem Puig de les Ànimes und dem Puig de Sant Grau zu finden.

### Balneari Prats
Das Balneari Prats ist eine große Badeanstalt des Ortes an der Carrer Pla i Deniel. In der zweiten Hälfte des neunzehnten Jahrhunderts entstanden in Caldes Thermalbäder. Joan Balari errichtete 1840 ein Unternehmen um das Wasser des Brunnens Font del Puig de les Ànimes zu nutzen. Das erste Gebäude der heutigen Badeanstalt wurde 1890–1900 in neoklassischem Stil erbaut. 1912 erfolgte eine umfangreiche Erweiterung durch Eusebi Bona. 1960 wurden weitere Gebäude ergänzt, die im Gegensatz zu dem vorherigen nicht unter Denkmalschutz stehen. Das Gelände besteht aus einem kleinen Park in dem sich das Freibecken befindet. Links neben dem prachtvollen Eingangstor liegt das Hauptgebäude, das heute als Hotel genutzt wird. Das L-förmige Hauptgebäude wurde durch den Architekten Duixans i Masramon entworfen und weist Züge des Modernisme auf.

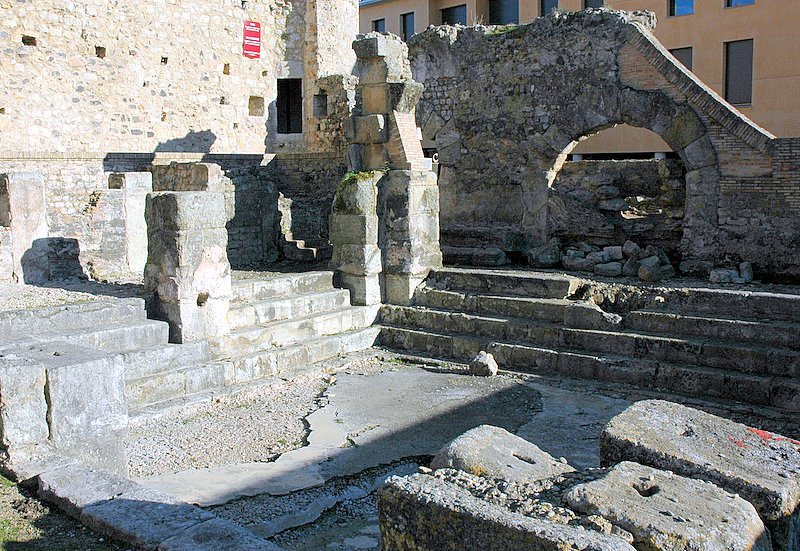
Römische Bäder
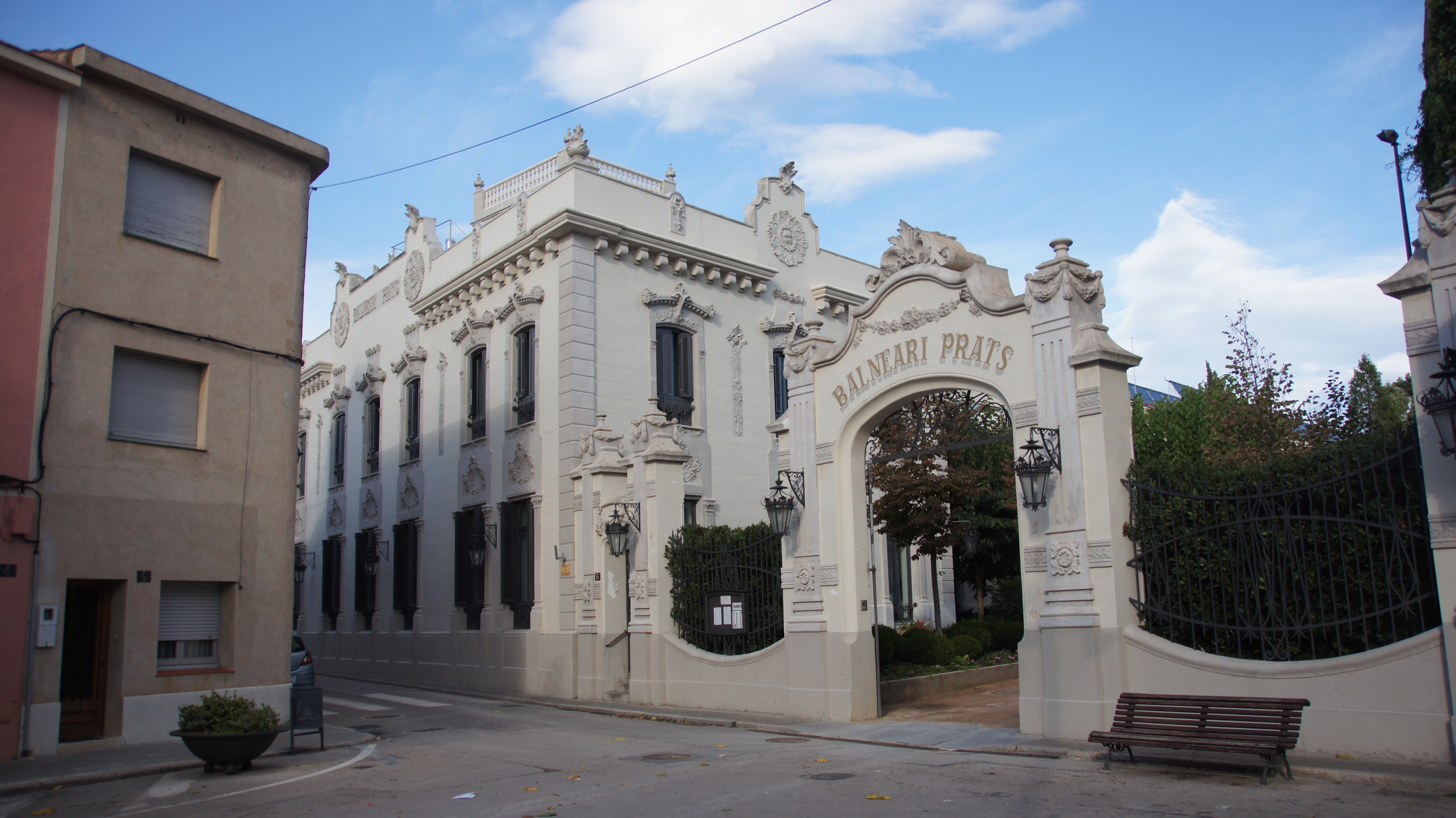
Balneari Prats

## Wichtige Gebäude
Für die Kulturdenkmäler des Ortes siehe die Liste der Kulturdenkmäler in Caldes de Malavella.

### Befestigungsanlagen
Im Ort selbst befindet sich das Castell de Caldes, eine Befestigungsanlage aus dem 12. Jahrhundert. Etwa drei Kilometer außerhalb befinden sich die Ruinen des Castell de Malavella. Beide Anlagen stehen als Bé Cultural d’Interès Nacional unter der höchsten Stufe des Denkmalschutzes.

## Vichy Catalan
Vichy Catalan ist ein bedeutender Mineralwasserproduzent in Katalonien. Das Hauptgebäude des Unternehmens liegt in einem Park am Rande der Stadt. Architekt des 1898 errichteten Baus war Gaietà Buigues i Monravà. Der Komplex, der neoklassizistische Elemente und Schmuckformen des Modernisme aufweist, wird auch als Hotel genutzt.

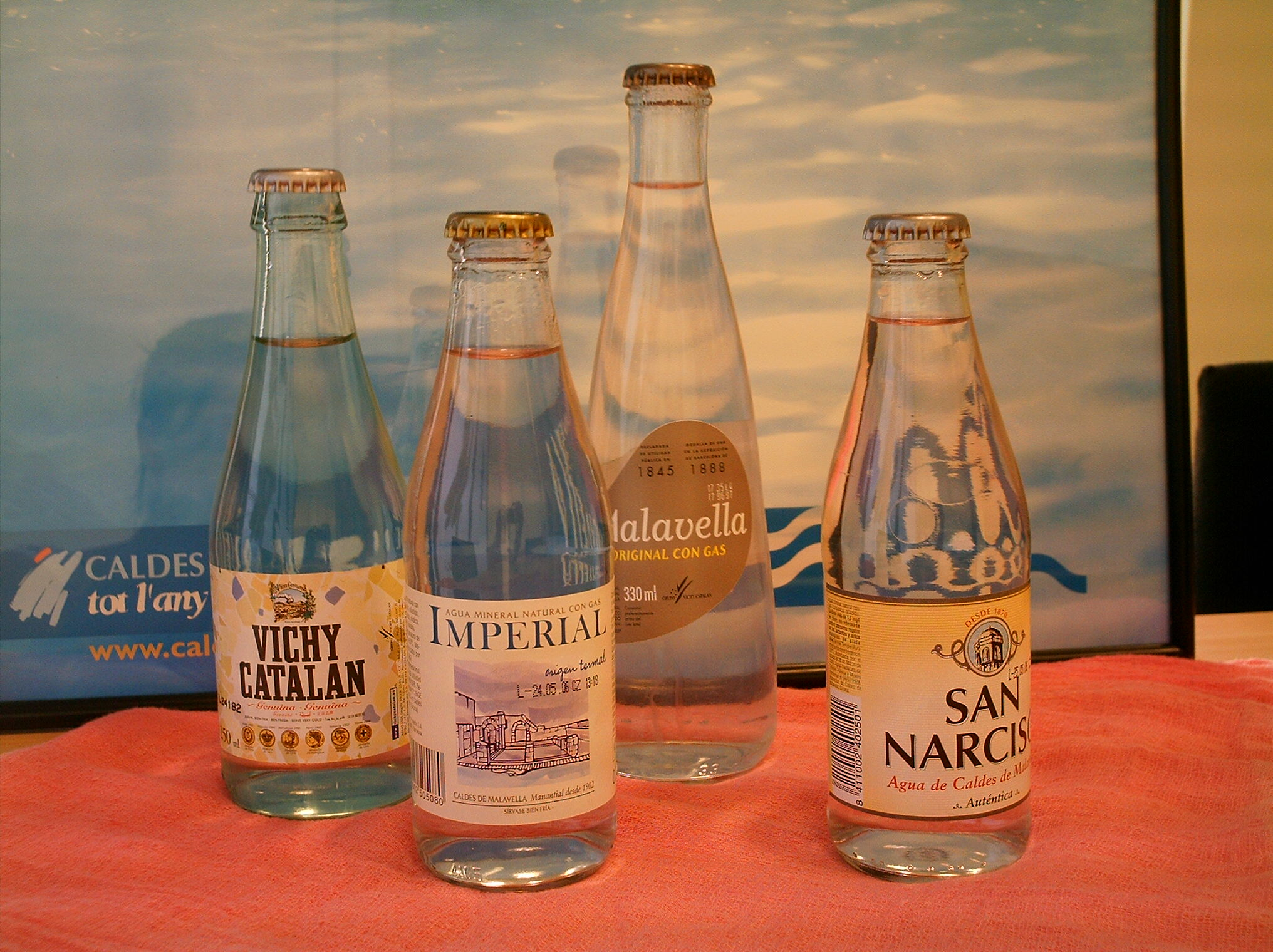
Mineralwasser aus Caldes de Malavella

## Persönlichkeiten

### Söhne und Töchter der Stadt
- Francesc Mas i Ros (* 27. Januar 1901, † 23. August 1985) war ein Komponist von Sardanas. Sein Geburtshaus, das Casa Mas Ros steht unter Denkmalschutz, die Carrer Mestre Mas i Ros erinnert in Caldes genauso an ihn wie das monumentale Denkmal.

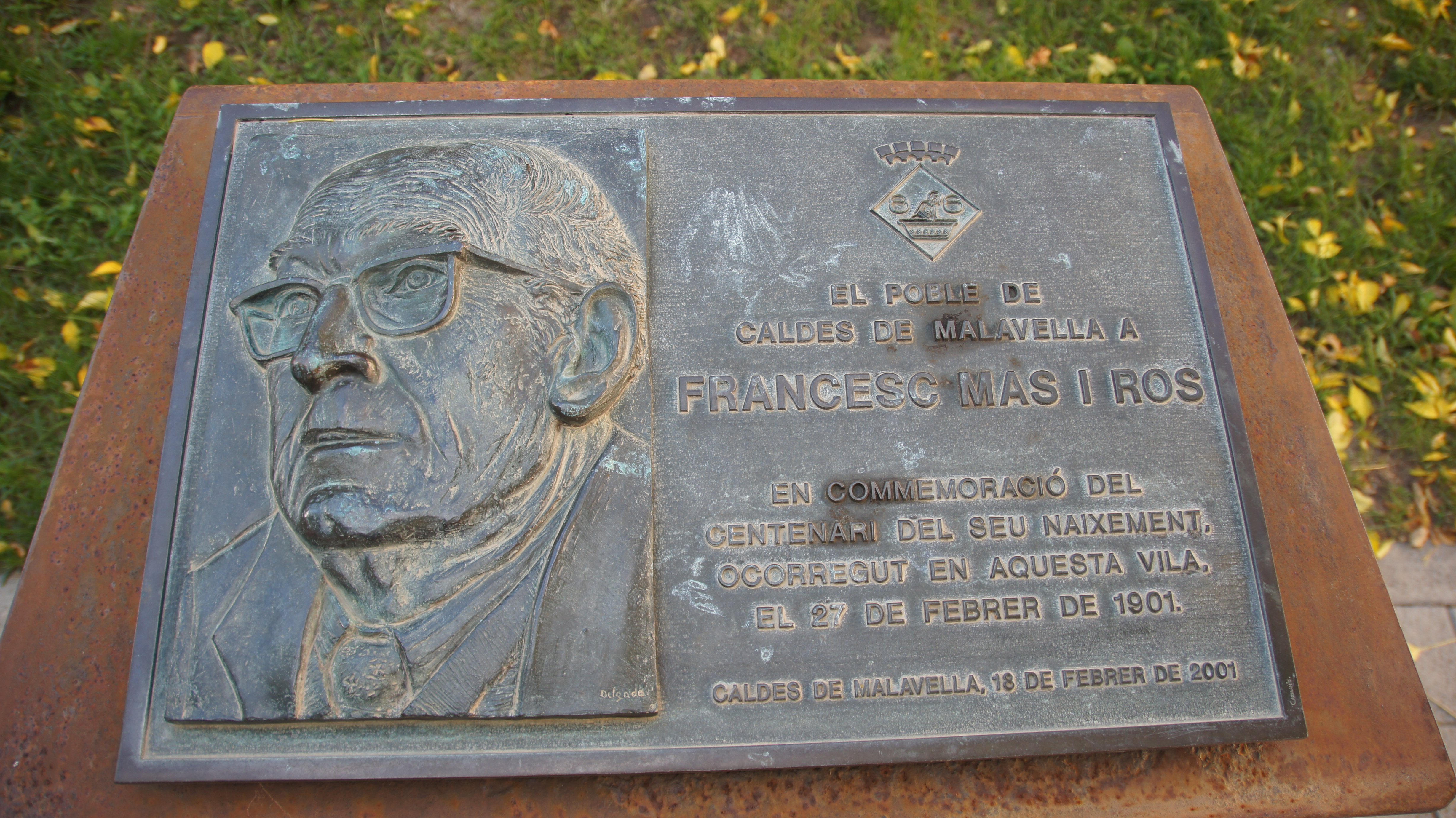
Francesc Mas i Ros
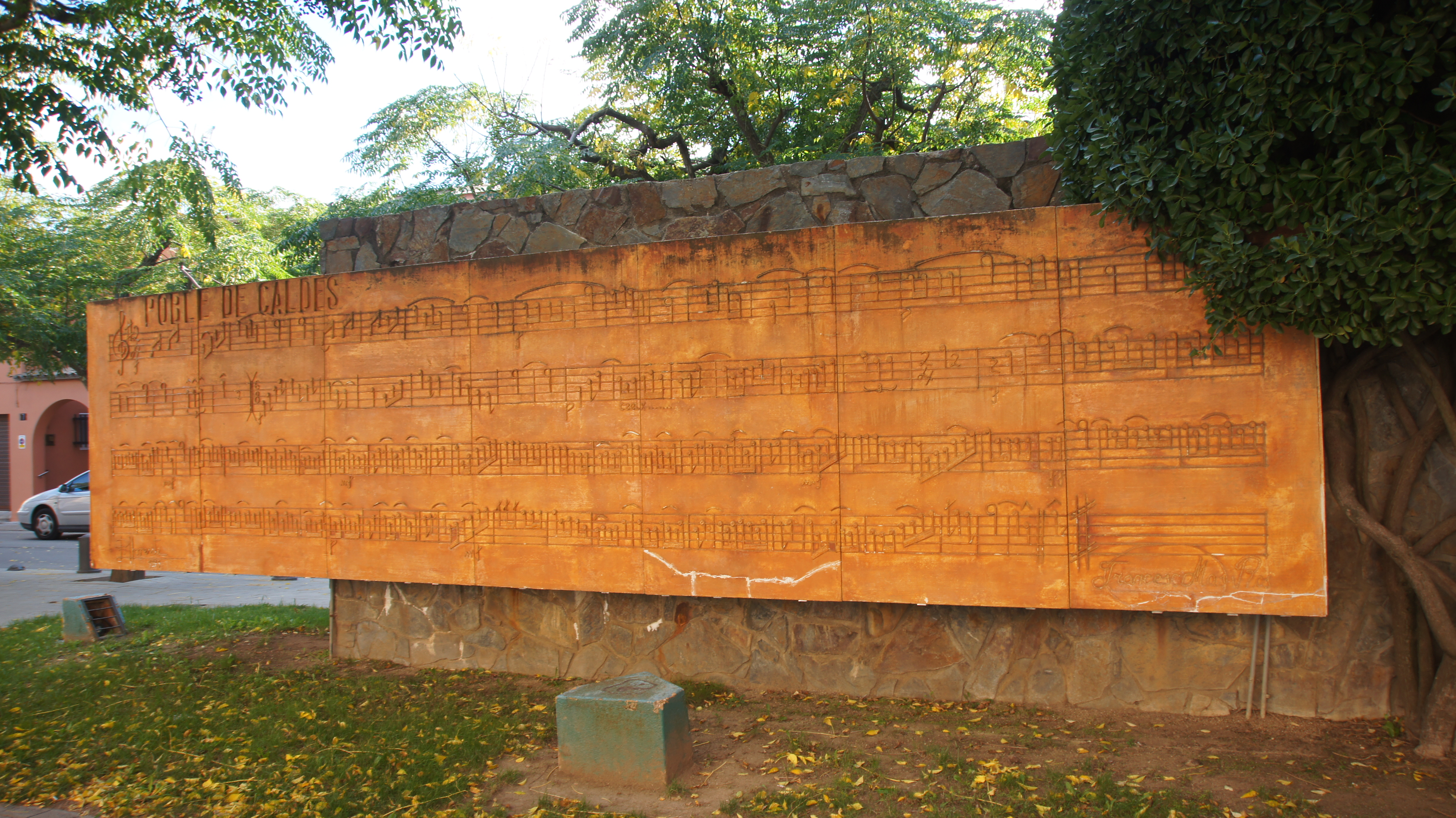
Denkmal Francesc Mas i Ros
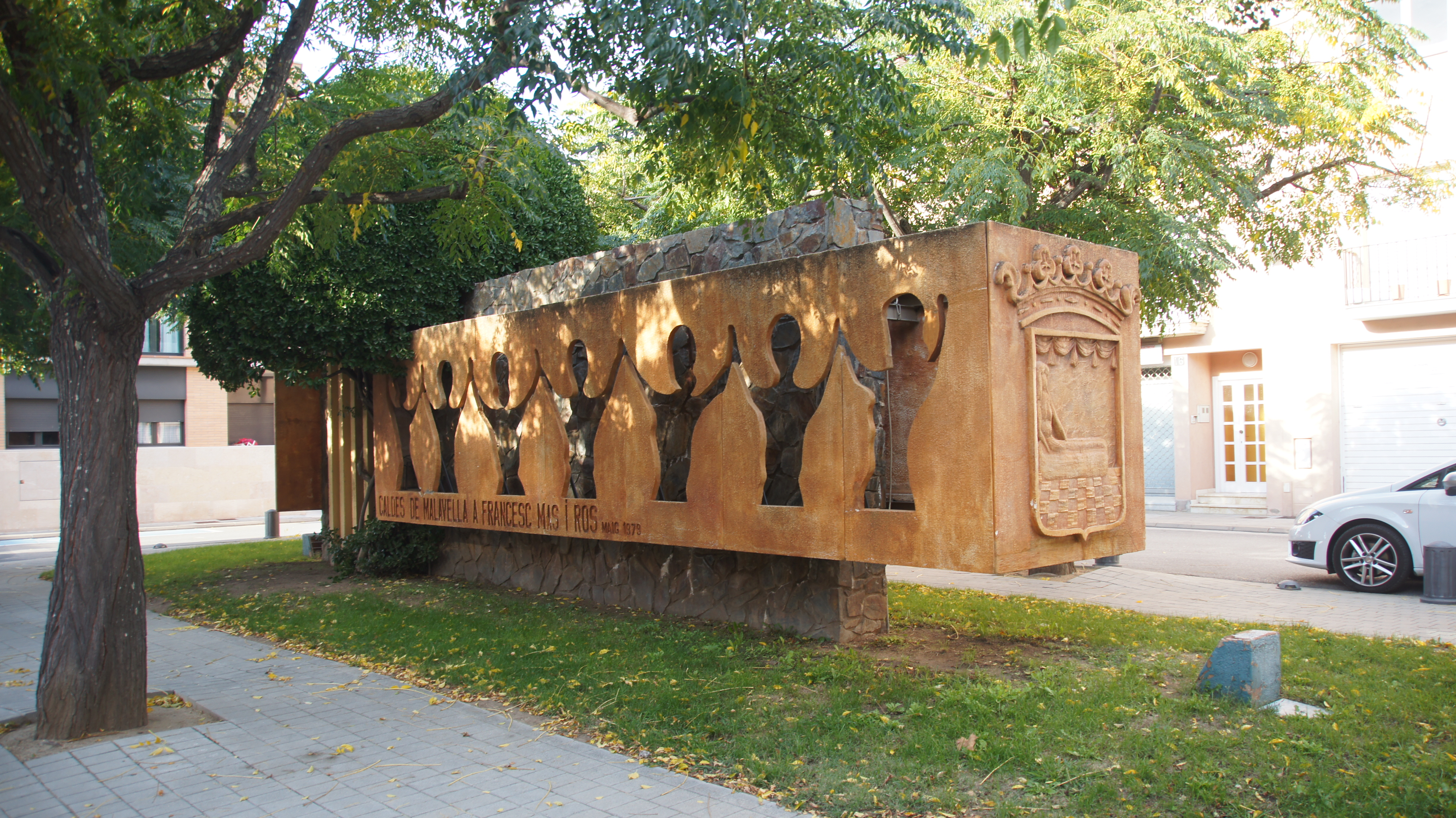
Denkmal Francesc Mas i Ros